# Johann Christian Erxleben
Johann Christian Polycarp Erxleben (Quedlimburgo, 22 de junho de 1744 — Göttingen, 19 de agosto de 1777) foi um naturalista alemão. 
Erxleben obteve o seu título de médico em 1767, na Universidade de Göttingen, orientado por Abraham Gotthelf Kästner. Foi nesta instituição onde ensinaria física e química, assim como medicina veterinária. É considerado como um dos fundadores da medicina veterinária moderna. 
A sua mãe, Dorothea Christiane Erxleben, foi a primeira mulher a doutorar-se em medicina na Alemanha.

## Publicações
- 1767 Einige Anmerkungen über das Insektensystem des Hr. Geoffroy und die Schäfferschen Verbesserungen desselben. Hannoverisches Magazin, Hannover (Stück 20). 305–316.
- 1772 Anfangsgründe der Naturlehre. Göttingen und Gotha, Dieterich 648 p., 8 Taf.
- 1775 Anfangsgründe der Chemie. Göttingen, Dieterich, 472p. Digital edition by the University and State Library Düsseldorf
- 1769-1778 Pallas, P. S., Baldinger, E. G., Erxleben, J. C. P. [full title] Peter Simon Pallas Naturgeschichte merkwuerdiger Thiere, in welcher vornehmlich neue und unbekannte Thierarten durch Kupferstiche, Beschreibungen und Erklaerungen erlaeutert werden. Durch den Verfasser verteutscht. I. Band 1 bis 10te Sammlung mit Kupfern. Berlin und Stralsund, G. A. Lange (Samml. 1-10), 48 Taf.